# Borislav Milošević
Borislav Milošević, född 8 juli 1934 i Nikšić, Montenegro, Jugoslavien, död 29 januari 2013 i Belgrad, Serbien, var en jugoslavisk (serbisk) diplomat. Han var äldre bror till Jugoslaviens tidigare president Slobodan Milošević.
Han var i olika perioder Jugoslaviens ambassadör i Algeriet, Japan och Ryssland. Hans diplomatiska karriär började under 1970-talet i dåvarande Sovjetunionen. Eftersom han behärskade ryska blev han personlig översättare åt den dåvarade jugoslaviska presidenten Josip Broz Tito under dennes möten med Leonid Brezjnev. 1998 utsågs han till Jugoslaviens ambassadör i Moskva, en position han hade tills Oktoberrevolutionen i Jugoslavien 2000.